# Rohožník (Humenné)
Rohožník (bis 1927 auch slowakisch Hrozník; ungarisch Barátlak – bis 1907 Rohozsnyik, älter auch Rohozsnik) ist eine Gemeinde im Osten der Slowakei mit 37 Einwohnern (Stand: 31. Dezember 2024), die zum Okres Humenné, einem Kreis des Prešovský kraj, gehört. Sie ist Teil der traditionellen Landschaft Zemplín.

## Geographie
Die Gemeinde befindet sich in den Niederen Beskiden im Bergland Ondavská vrchovina, im Tal des Baches Rohožník, eines Zuflusses der Sitnička im Einzugsgebiet der Oľka und weiter der Ondava. Das Ortszentrum liegt auf einer Höhe von 230 m n.m. und ist 27 Kilometer von Humenné entfernt.
Nachbargemeinden sind Prituľany im Norden, Vyšná Sitnica im Osten und Süden und Piskorovce im Westen.

## Geschichte
Rohožník wurde zum ersten Mal 1454 als Rohozna schriftlich erwähnt, weitere historische Bezeichnungen sind unter anderen Rohoznik (1773) und Rohožník (1808). Das Dorf war Teil des Herrschaftsgebiets von Stropkov. ab 1773 stellte die Familie Dessewffy die Gutsherren. 1715 gab es drei verlassene und drei bewohnte Haushalte. 1787 hatte die Ortschaft 10 Häuser und 72 Einwohner, 1828 zählte man 15 Häuser und 119 Einwohner. Um die Mitte des 19. Jahrhunderts wanderten viele Einwohner aus.
Bis 1918 gehörte der im Komitat Semplin liegende Ort zum Königreich Ungarn und kam danach zur Tschechoslowakei beziehungsweise heute Slowakei. In der Zeit der ersten tschechoslowakischen Republik waren die Einwohner als Landwirte beschäftigt. Während des Zweiten Weltkriegs beteiligten sich die Einwohner an der Partisanenbewegung. Nach dem Zweiten Weltkrieg pendelte ein Teil der Einwohner zur Arbeit in Industriebetriebe in der Umgebung, während andere als privat organisierte Landwirte arbeiteten.

## Bevölkerung
| Jahr                | 1994 | 2004     | 2014     | 2024     |
| ------------------- | ---- | -------- | -------- | -------- |
| Anzahl der Personen | 59   | 31       | 27       | 37       |
| Unterschied         |      | −47,45 % | −12,90 % | +37,03 % |

| Jahr                | 2023 | 2024 |
| ------------------- | ---- | ---- |
| Anzahl der Personen | 37   | 37   |
| Unterschied         |      | +0 % |

Nach der Volkszählung 2011 wohnten in Rohožník 39 Einwohner, davon 27 Slowaken, 11 Russinen und ein Ukrainer.
38 Einwohner bekannten sich zur griechisch-katholischen Kirche und ein Einwohner zur römisch-katholischen Kirche.

## Bauwerke und Denkmäler
- griechisch-katholische Kirche Himmelfahrt des Herrn im neobarocken Stil aus dem Jahr 1912[6]

## Verkehr
Nach Rohožník führt nur die Cesta III. triedy 3821 von Vyšná Sitnica heraus.